# شهرداری شهر نوو مستو
شهرداری شهر نوو مستو (به لاتین: City Municipality of Novo Mesto) یک منطقهٔ مسکونی در اسلوونی است که در اسلوونی واقع شده‌است. شهرداری شهر نوو مستو ۲۹۸٫۵ کیلومتر مربع مساحت و ۳۶٬۲۹۶ نفر جمعیت دارد.